# فریتز شار

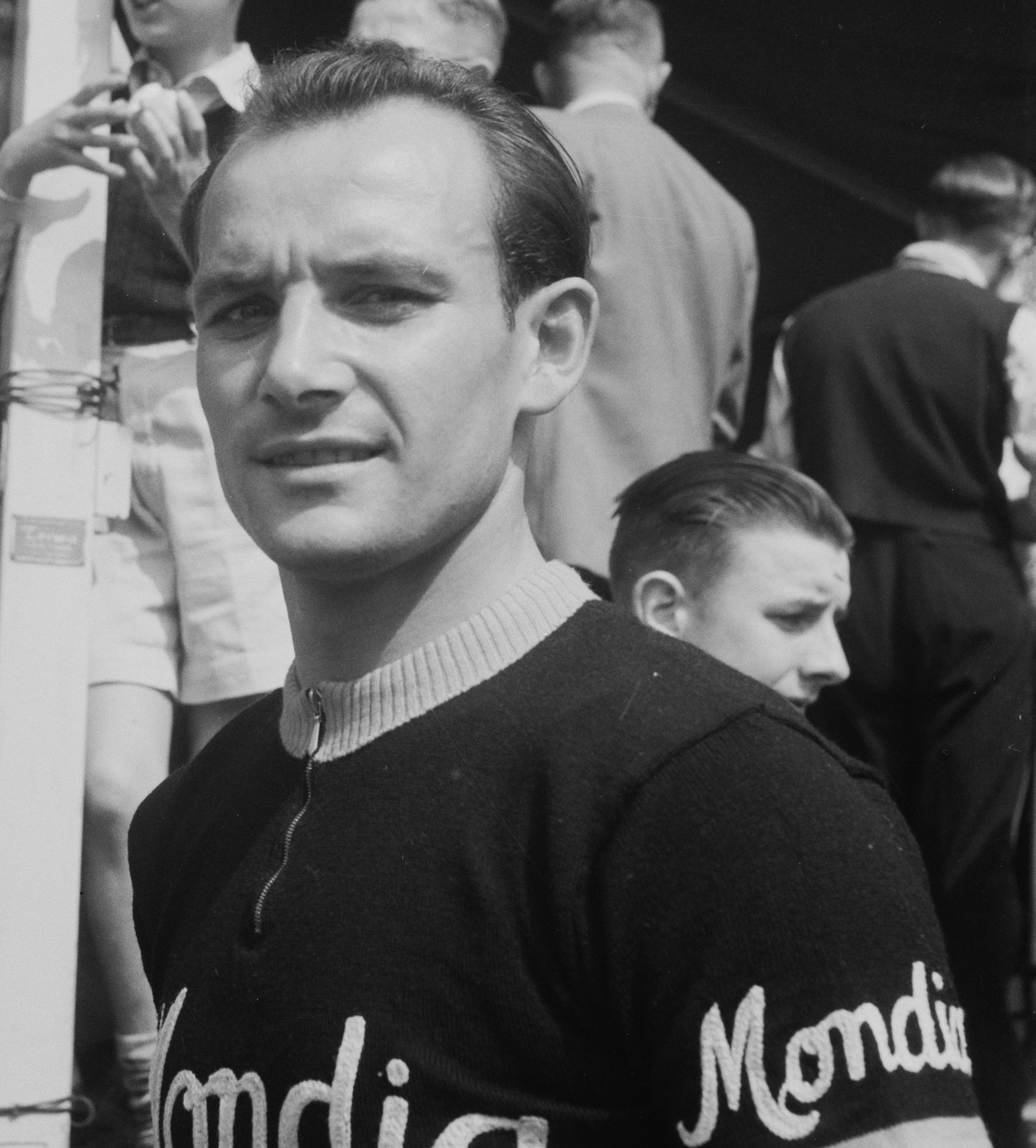
فریتز شار‌ - ۱۹۵۲

فریتز شار (انگلیسی: Fritz Schär; ۱۳ مارس ۱۹۲۶ – ۲۹ سپتامبر ۱۹۹۷) دوچرخه‌سوار اهل سوئیس بود.
وی در مسابقات کشوری و بین‌المللی در مجموع برندهٔ ۱ مدال نقره شده‌است.